# Epizeuxis gopheri
Epizeuxis gopheri là một loài bướm đêm trong họ Noctuidae.